# 默伊薩屈拉

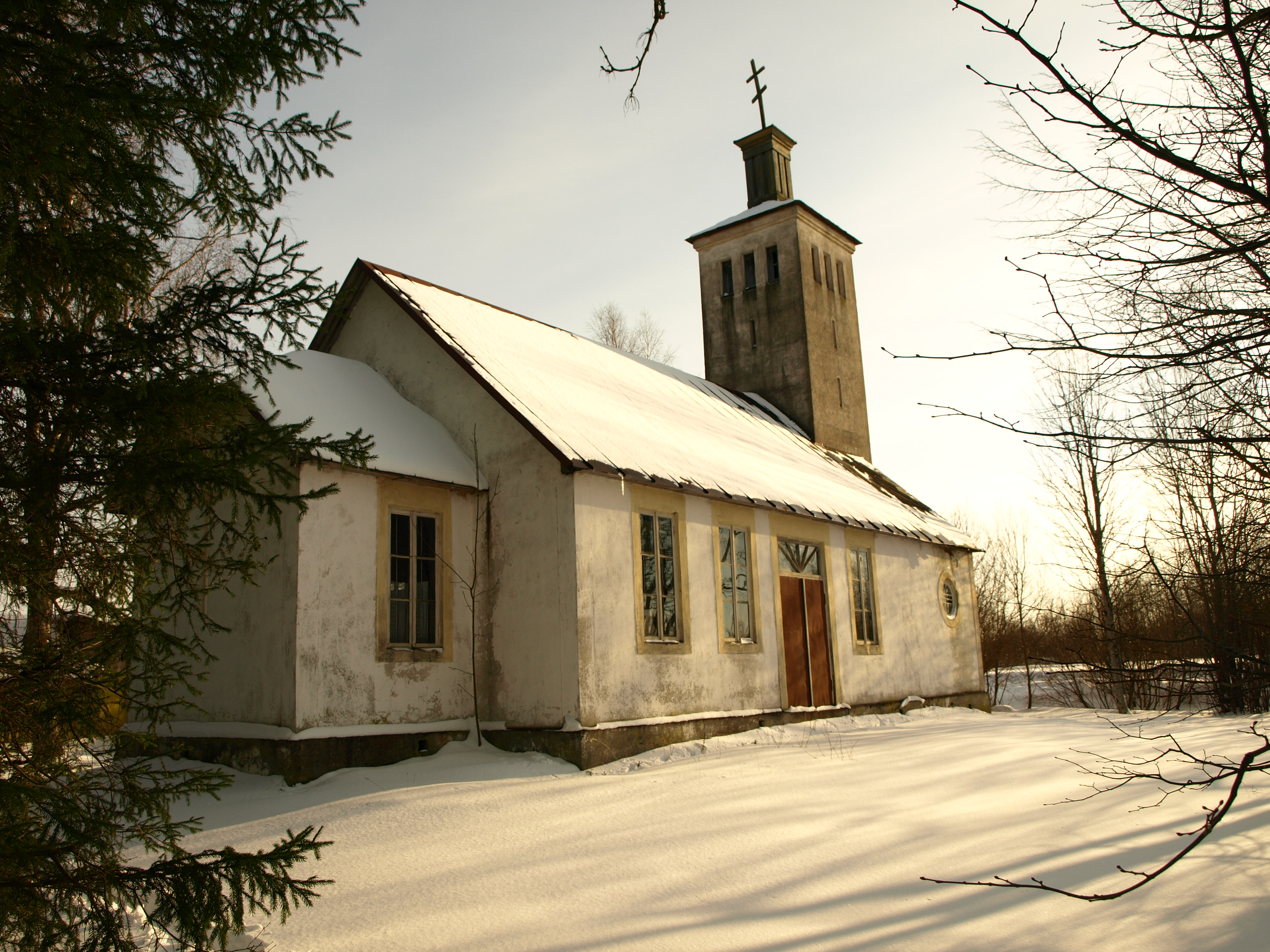
默伊薩屈拉东正教堂

默伊薩屈拉是愛沙尼亞維爾揚迪縣穆尔吉市镇的非独立市，位於該國西南部，毗鄰與拉脫維亞接壤的邊境，海拔高度55米，面積2.3平方公里，2011年人口884。
默伊薩屈拉曾是一个独立的市镇。2017年爱沙尼亚行政改革后，默伊薩屈拉与其他市镇一起合并为新的穆尔吉市镇。

## 外部連結
- 穆尔吉市镇官方网站 （页面存档备份，存于） （文）

58°05′N 25°11′E / 58.083°N 25.183°E